# رئيس وزراء نيوزيلندا
رئيس وزراء نيوزيلندا (بالإنجليزية: Prime Minister of New Zealand، وبالماورية: Te Pirimia o Aotearoa) هو وزير التاج الرئيسي، ورئيس مجلس الوزراء، ورأس الحكومة في نيوزيلندا.

## التاريخ
وجد منصب رئاسة وزراء نيوزيلندا بموجب اتفاقية راسخة نشأت في القوة الاستعمارية السابقة لنيوزيلندا، ثم المملكة المتحدة لبريطانيا العظمى وأيرلندا. تنص الاتفاقية على أن الحاكم العام يجب أن يختار كرئيس للوزراء الشخص الذي يحتمل أن يحظى بدعم أو ثقة مجلس النواب. عادة ما يكون هذا الفرد هو الزعيم البرلماني للحزب السياسي الذي يشغل أكبر عدد من المقاعد في ذلك المجلس. يكون رئيس الوزراء مسؤولًا عن رئاسة اجتماعات مجلس الوزراء، وتوزيع المناصب على الوزراء داخل الحكومة، والعمل كمتحدث باسم الحكومة، وإسداء المشورة للملك أو لممثله الحاكم العام. يكون رئيس الوزراء ومجلس الوزراء مسؤولين بشكل جماعي عن أفعالهم أمام الحاكم العام، وأمام مجلس النواب، وأمام أحزابهم السياسية، وفي النهاية أمام الشعب.
كان يطلق على رئيس الحكومة في نيوزيلندا قديمًا لقب «سكرتير المستعمر»، أو «الوزير الأول». ثمّ تغير هذا المسمى في عام 1869 واستبداله بلقب «الرئيس». ظل هذا اللقب قيد الاستخدام لأكثر من 30 عامًا، حتى قام ريتشارد سيدون بتغييره بشكل غير رسمي إلى «رئيس الوزراء» في عام 1901 أثناء فترة توليه المنصب. بعد إعلان نيوزيلندا كدولة دومينيون ملكية مستقلة ذاتيًا من دول الكومنولث في عام 1907، استخدم لقب رئيس الوزراء باللغة الإنجليزية بشكلٍ حصري. وفي الماورية لا يزال لقب «بريميا» pirimia الذي يعني «رئيس الوزراء» مستخدمًا. يحصل رؤساء وزراء نيوزيلندا على لقب «الرايت أونورابل» وهو امتياز يحتفظون به مدى الحياة.

## محطات تاريخية
يعد هنري سيويل أول رئيس لوزراء نيوزيلندا، وهو أقصر رؤساء وزراء نيوزيلندا عهدًا؛ إذ شغل منصبه ثلاثة عشر يومًا فحسب (من 7 إلى 20 مايو 1856)، وكان يلقب آنذاك بالسكرتير الاستعماري (بالإنجليزية: Colonial Secretary)‏، أما أول من شغل المنصب تحت لقب «رئيس الوزراء» فهو ويليام هول-جونز. وقد كان أطول رؤساء وزراء نيوزيلندا هو ريتشارد سيدون، الذي شغل منصبه ثلاثة عشر عامًا (1893 ـ 1906). وقد شغلت المنصب امرأتان على التوالي، هما جيني شيبلي (1997 ـ 1999) وهيلين كلارك (1999 ـ 2008).

## طريقة اختياره
تأسس المنصب بموجب عرف قديم، نشأ في مستعمرة نيوزيلندا البريطانية السابقة، ينص على أن يختار ممثل الملك (وهو الحاكم العام) من تقع عليه ثقة مجلس النواب النيوزيلندي ليصير رئيسًا للوزراء. ويكون هذا الشخص عادةً هو زعيم الحزب السياسي المستحوذ على أغلبية مقاعد المجلس المذكور.
يقع المنصب عادةً على عاتق النائب البرلماني الذي هو الزعيم البرلمانيّ لأكبر حزب سياسي بين أولئك الذين يشكلون الحكومة. قد يقود رئيس الوزراء حكومة ائتلافية، أو حكومة أقلية تعتمد على دعم من الأحزاب الصغيرة أثناء تصويت الثقة والاعتماد.
بمجرد تعيين الحاكم العام وأداءه اليمين، يظل رئيس الوزراء في المنصب حتى الاستقالة، أو الإقالة، أو الوفاة في المنصب. من الناحية النظرية، يمكن للحاكم العام إقالة رئيس الوزراء في أي وقت، ولكن فعليًّا تقيد الاتفاقية بشدة القدرة على القيام بذلك. فقط يحتفظ الحاكم العام بصلاحيات احتياطية تسمح له بإقالة رئيس الوزراء في ظروف معينة مثل تلك المتعلقة بطلب حجب الثقة عن الحكومة في مجلس النواب.
وطالما لم يعد بإمكان رئيس الوزراء، وبالتالي الحكومة الحصول على ثقة مجلس النواب، إما عن طريق خسارة تصويت الثقة أو نتيجة الانتخابات، فإن المؤتمر يفرض عليهم الاستقالة. بما أن قانون الدستور لعام 1986 يتطلب إجراء انتخابات عامة كل 3 سنوات، فهذه هي المدة القصوى التي يمكن لرئيس الوزراء أن يخدمها ما لم يتم تجديد ولايته.

## مهام رئيس الوزراء
لا يوجد تحديد رسمي لمهام رئيس الوزراء، إذ نشأ هذا المنصب بموجب عرف دستوري لا بموجب تشريع قانوني معين. ورئيس الوزراء ـ بموجب هذه الأعراف ـ هو رئيس مجلس الوزراء (وهو كيان نشأ هو الآخر بموجب العرف)، ويمارس دورًا تنسيقيًا في ذلك المجلس، الذي يُنظر إلى رئيسه باعتباره "الأول بين نظراء"؛ إذ يتعين عليه ـ رغم كونه صاحب المنصب الأرفع في مجلس الوزراء ـ أن يلتزم بأي قرار يتخذه المجلس.

### المستشار الرئيسي للملك
يتمتع رئيس الوزراء بموجب الأعراف الدستورية بسلطة رسمية لتقديم المشورة للملك. وهذا يعني أنه ما دام رئيس الوزراء يتمتع بثقة البرلمان، فيمكنهم وحدهم تقديم المشورة للملك بشأن:
- تعيين أو عزل الحاكم العام.
- إجراء التعديلات على صياغة الخطابات، والمراسيم الرسمية الخاصة بمكتب الحاكم العام، والتي حدثت مؤخرًا في عام 2006.
- منح أوسمة نيوزيلندا (باستثناء أي تكريم يمنحه الملك شخصيًا).

### المستشار الرئيسي للحاكم العام
لرئيس الوزراء وحده الحق في تقديم المشورة للحاكم العام بصدد:
- تعيين، أو إقالة، أو قبول استقالة الوزراء.[8]
- الدعوة لإجراء انتخابات عامة من خلال نصح الحاكم العام بحل البرلمان.[8] قد يرفض الحاكم العام النصيحة بحل البرلمان إذا كان رئيس الوزراء قد خسر ثقة نواب البرلمان مؤخرًا (أي أن الحاكم العام قد يستخدم صلاحياته الاحتياطية في ظروف معينة)، ولكن حتى الآن لم يحدث ذلك فعليًّا.[9]

### رئاسة الحكومة
يعتبر رئيس الوزراء حسب العرف «الأول بين متساوين». فهو يشغل بالفعل أعلى منصب في الحكومة، ولكنه مطالب أيضًا بالالتزام بأي قرارات يتخذها مجلس الوزراء، وفقًا لاتفاقية المسؤولية الوزارية الجماعية.
القدرة الفعلية لرئيس الوزراء على إصدار أوامر مباشرة محدودة إلى حد كبير. تأتي معظم سلطات المنصب عبر وسائل أخرى، مثل:
- القدرة على وضع جدول أعمال مجلس الوزراء، وبالتالي التحكم في البنود المطروحة للمناقشة.[8]
- القدرة على تعيين الوزراء، وإقالتهم، وتوزيع الحقائب الوزارية.
- التأثير الذي يحتمل أن يتمتع به رئيس الوزراء كزعيم للحزب المهيمن على أغلبية مقاعد البرلمان. قد تمنح هذه الصلاحيات سيطرة مباشرة على المرؤوسين أكثر مما هي مرتبطة بدور رئيس الوزراء.[11]
- السلطة المكتسبة ببساطة من كون رئاسة الوزراء مركزًا لاتخاذ القرارات الأكثر أهمية، ومن قدرة رئيس الوزراء على انتقاد، والتعليق على أية قرارات يتخذها الوزراء الآخرون.

منذ إدخال نظام التمثيل النسبي المختلط، كانت هناك حاجة متزايدة لرئيس الوزراء ليكون قادرًا على التفاوض، والحفاظ على العلاقات مع الأحزاب الداعمة، مما يضع بعض القيود على صلاحياتهم.

### الأدوار والوظائف الأخرى
ومن الوارد أيضًا أن يتولى رئيس الوزراء حقائبًا وزارية إضافية. تاريخيا، كان رئيس الوزراء يعتني بالحقائب الاستعمارية، والمالية. مع توسع نيوزيلندا، أصبح دور وزير المالية أكبر من اللازم؛ تم انتقاد رئيس الوزراء السير روبرت مولدون لتوليه حقيبة المالية خلال فترة وجوده في المنصب حيث أدى ذلك إلى تركز السلطة بشكل كبير في يد فرد واحد.
كان من الشائع أيضًا قبل عام 1987 أن يتولى رؤساء الوزراء منصب وزير الخارجية، حتى يتمكنوا من تمثيل نيوزيلندا على الصعيد الدولي. تولى رؤساء الوزراء الجدد حقائب وزارية ذات صلة بمصالحهم، أو للترويج لمجالات محددة يرون أنها مهمة. على سبيل المثال، تولى ديفيد لانج حقيبة التعليم في فترة ولايته الثانية؛ كما تولت هيلين كلارك منصب وزيرة الفنون والثقافة والتراث. وكان رئيس الوزراء جون كي وزيرًا للسياحة. وتشغل رئيسة الوزراء الحالية جاسيندا أرديرن كذلك منصب وزيرة الحد من فقر الأطفال.
أن لا يزال رئيس الوزراء مسؤولًا عن الترحيب برؤساء الحكومات الأجنبية، وزيارة الزعماء في الخارج، وحضور اجتماعات رؤساء حكومات الكومنولث على الرغم من أنه لم يعد من المحتمل أن يكون وزيرًا للشؤون الخارجية.
تقليديا، رئيس الوزراء هو الوزير المسؤول عن دائرة رئيس الوزراء ومجلس الوزراء (DPMC)، والمكلف بدعم أجندة السياسة لمجلس الوزراء من خلال المشورة السياسية، وتنسيق تنفيذ البرامج الحكومية الرئيسية.
، توسعت سلطات دائرة رئاسة الوزراء في ظل الحكومة الوطنية الخامسة لمنح رؤساء الوزراء إشرافًا أكبر على الأمن والاستخبارات. كان رئيس الوزراء مسؤولاً أيضًا عن جهاز الأمن والمخابرات النيوزيلندي (NZSIS)، ومكتب أمن الاتصالات الحكومية (GCSB).

## محطات تاريخية
يعد هنري سيويل أول رئيس لوزراء نيوزيلندا، وهو أقصر رؤساء وزراء نيوزيلندا عهدًا؛ إذ شغل منصبه ثلاثة عشر يومًا فحسب (من 7 إلى 20 مايو 1856)، وكان يلقب آنذاك بالسكرتير الاستعماري (بالإنجليزية: Colonial Secretary)‏، أما أول من شغل المنصب تحت لقب «رئيس الوزراء» فهو ويليام هول-جونز. وقد كان أطول رؤساء وزراء نيوزيلندا هو ريتشارد سيدون، الذي شغل منصبه ثلاثة عشر عامًا (1893 ـ 1906). وقد شغلت المنصب امرأتان على التوالي، هما جيني شيبلي (1997 ـ 1999) وهيلين كلارك (1999 ـ 2008).

## الأجور والمخصصات
تقوم هيئة الأجور بموجب قانون هيئة الأجور لعام 1977 وقانون أعضاء البرلمان للمكافآت والخدمات لعام 2013، بتحديد راتب رئيس الوزراء سنويًا. وهي هيئة مستقلة أنشأها البرلمان لتحديد رواتب أعضاء البرلمان، والمسؤولين الحكوميين الآخرين.
خفضت بدءًا من عام 2020 رواتب النواب مؤقتًا في نيوزيلندا خلال جائحة كوڨيد-19.
راتب رئيس الوزراء حاليًا هو 376840 دولارًا نيوزيلنديًا. ويحصل علاوة على ذلك مثله مثل جميع الوزراء والنواب على مخصصات سنوية للسفر والإقامة، ونفس الأمر مع زوجة رئيس الوزراء وأطفاله.
المقر الرسمي لرئيس الوزراء الحالي هو منزل رئيس الوزراء في ويلينجتون، هناك يستضيف رئيس الوزراء الفعاليات، والاحتفالات النيوزيلندية الرسمية، والضيوف الأجانب.
على عكس مساكن بعض رؤساء الحكومات الآخرين (مثل البيت الأبيض، و 10 داونينج ستريت)، لا يمثّل منزل رئيس الوزراء مقرًّا للحكومة؛ بينما يقع مكتب رئيس الوزراء والذي يعمل كخلية النحل في دائرة البرلمان على مسافة قصيرة. يتم دعم العمل الحكومي لرئيس الوزراء من قبل الدائرة غير الحزبية لرئيس الوزراء ومجلس الوزراء. يقدم المكتب الخاص المنفصل لرئيس الوزراء المشورة والدعم بشأن الأحزاب السياسية.
يُمنح لقب «الرايت أونرابل» (الذي يختصر إلى "The Rt Hon") دائمًا لرئيس الوزراء عند توليه منصبه. يحتفظ رؤساء الوزراء السابقون بهذا اللقب طيلة حياتهم. ومن المعتاد أيضًا أن يمنح الملك وسام الفروسية لرؤساء الوزراء بعد تركهم لمناصبهم، وحصل اثنان من رؤساء الوزراء على وسام الفارس أثناء وجودهم في مناصبهم (وهم بالتحديد: السير كيث هوليواك في عام 1970، والسير روبرت مولدون في عام 1983).
تقام جنازة رسمية في حالة وفاة أي رئيس وزراء حالي، أو سابق (بموافقة الأسرة). وقد دفن اثنين من رؤساء الوزراء المتوفين أثناء مناصبهم في نصب تذكارية، هم ويليام ماسي (توفي عام 1925) في نصب ماسي التذكاري في ولنجتون، ومايكل جوزيف سافاج (توفي عام 1940) في نصب سافاج التذكاري في باستيون بوينت في أوكلاند.

## الحماية الأمنية
خدمة الحماية الدبلوماسية هي فرع خاص من الشرطة النيوزيلندية، وهي مكلفة بحماية رؤساء الوزراء (وعائلاتهم)، وكبار المسؤولين الحكوميين، بالإضافة إلى الدبلوماسيين.

## قائمة رؤساء وزراء نيوزيلندا
يعتبر هنري سيويل هو أول رئيس وزراء لنيوزيلندا وقد قضى في المنصب فترة وجيزة حيث استمرت فترة ولايته الوحيدة 13 يومًا فقط.
وقد شغل هذا المنصب 40 شخصًا منذ إنشائه. احتفظ به بعض هؤلاء الأشخاص في عدة مناسبات لأكثر من ولاية متتالية، ولعل الرقم القياسي لأقصى عدد من الولايات يتقاسمه كل من ويليام فوكس، وهاري أتكينسون (وكلاهما وصل إلى المنصب أربع مرات).
أطول مدة قضاها رئيس وزراء نيوزيلندي في المنصب هي 13 عامًا، وهو رقم قياسي سجله ريتشارد سيدون. تعود أقصر فترة ولاية إلى هاري أتكينسون الذي استمرت فترت ولايته الثالثة سبعة أيام فقط، لكن أتكينسون قد قضى في المجمل فترة أطول من سيويل الذي تولى المنصب لأقصر فترة.
أصغر رؤساء الوزراء سنا كان إدوارد ستافورد، الذي تم تعيينه رئيساً للوزراء عام 1856، عن عمر يناهز 37 عامًا و 40 يومًا. وأكبرهم سنًا كان والتر ناش، الذي كان يبلغ من العمر 78 عامًا عندما ترك منصبه عام 1960 (و 75 عامًا عند توليه المنصب عام 1957).
تولت ثلاث نساء منصب رئاسة الوزراء في تاريخ نيوزيلندا، لتصبح واحدة من ثلاث دول فقط في العالم كان لديها رئيسة وزراء امرأة تخلف رئيسة وزراء امرأة أخرى في ذات المنصب. كانت أول رئيسة وزراء هي جيني شيبلي من الحزب الوطني، والتي حلت محل جيم بولجر في أواخر عام 1997، ثمّ خلفت هيلين كلارك في عام 1999. وأصبحت جاسيندا أرديرن في عام 2017 ثاني زعيمة لحزب العمال تتولى المنصب بعد هيلين كلارك.